# Vlag van oblast Brjansk
De vlag van oblast Brjansk is in gebruik sinds 5 november 1998. Het is een rode vlag met het wapen van oblast Brjansk in het midden, iets meer dan de helft van de lengte van de vlag. Rood is een traditionele kleur voor symbolen van de oblast. Het is de kleur van het wapen van de stad Brjansk en symboliseert het tijdperk waarin de oblast werd opgericht. Het prominente symbool op het wapen is een gouden sparrenboom, een symbool van de bossen in de oblast. In het midden van de boom staat het wapen van de stad Brjansk met een kleine vijzel. Op het blauwe schild van het wapen staat een hamer en sikkel. Deze symbolen staan voor de onverwoestbare unie van arbeiders en boeren en erkennen ook dat het gebied georganiseerd werd door de Sovjetautoriteiten.